# São José dos Cordeiros
São José dos Cordeiros là một đô thị thuộc bang Paraíba, Brasil. Đô thị này có diện tích 417,744 km², dân số năm 2007 là 3658 người, mật độ 8,8 người/km².